# Institut polytechnique des sciences avancées
Institut polytechnique des sciences avancées (IPSA) er en fransk højere uddannelsesinstitution, der uddanner ingeniører med speciale indenfor luftfart. IPSA er tilknyttet IONIS Education Group.
48°48′49″N 2°23′33″Ø / 48.81361°N 2.39250°Ø
Instituttet blev oprettet i 1961 og har i dag omkring 2188 studerende.

## Ekstern henvisning
- http://www.ipsa.fr (fransk) (engelsk)
- http://www.ionis-group.com (fransk) (engelsk)